# Vídeň (okres Žďár nad Sázavou)
Vídeň je obec v okrese Žďár nad Sázavou v Kraji Vysočina. Žije zde 456 obyvatel. Východně od obce se nachází přírodní památka Dobrá Voda.
Sousedními obcemi sídla jsou Martinice, Dobrá Voda, Bory, Velké Meziříčí a Kozlov.

## Název
Jméno vsi znělo původně (v mužském rodě) Vědeň (nejstarší doklad z roku 1370 má podobu Wyeden) a bylo odvozeno od osobního jména Věden, které mohlo a nemuselo být domáckou podobou některého jména obsahujícího -věd- (např. Zlověd). Původní význam jména osady tedy byl "Vědenův majetek". Jako základ není nicméně vyloučeno ani osobní jméno Viden (pak by původní jméno vsi znělo Videň). Souvislost se jménem rakouského města Vídně nebyla původně žádná, ale časem se k němu jméno vesnice začalo přirovnávat. Jednoznačné doklady tohoto jsou až z 18. století (německé zápisy Wien, Wienn), podoba jména Wyenna z roku 1390 je pro toto ztotožnění nejednoznačná (může se jednat o odraz nářeční výslovnosti Viňňe).

## Historie
První písemná zmínka o obci pochází z roku  1370.

## Obyvatelstvo
| Rok            | 1869 | 1880 | 1890 | 1900 | 1910 | 1921 | 1930 | 1950 | 1961 | 1970 | 1980 | 1991 | 2001 | 2006 | 2014 |
| Počet obyvatel | 441  | 400  | 404  | 408  | 426  | 437  | 443  | 376  | 366  | 380  | 409  | 355  | 374  | 380  | 426  |

## Školství
- Mateřská škola Vídeň

## Pamětihodnosti
- Kaple svaté Anny
- Kaplička u cesty do obce Mostiště

## Společenský život
Od roku 1895 v obci působí Sbor dobrovolných hasičů.

## Galerie

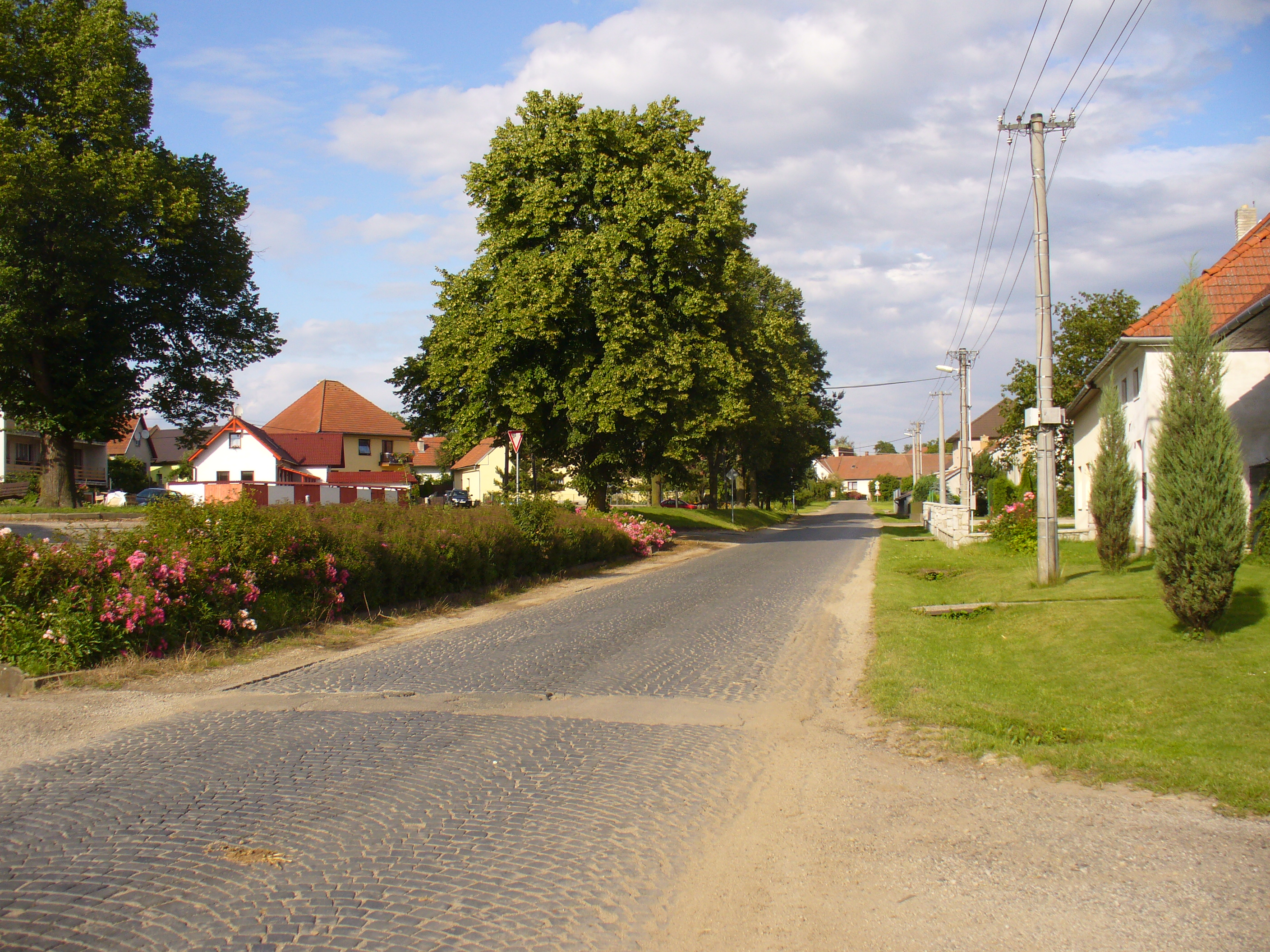
Dlážděná cesta
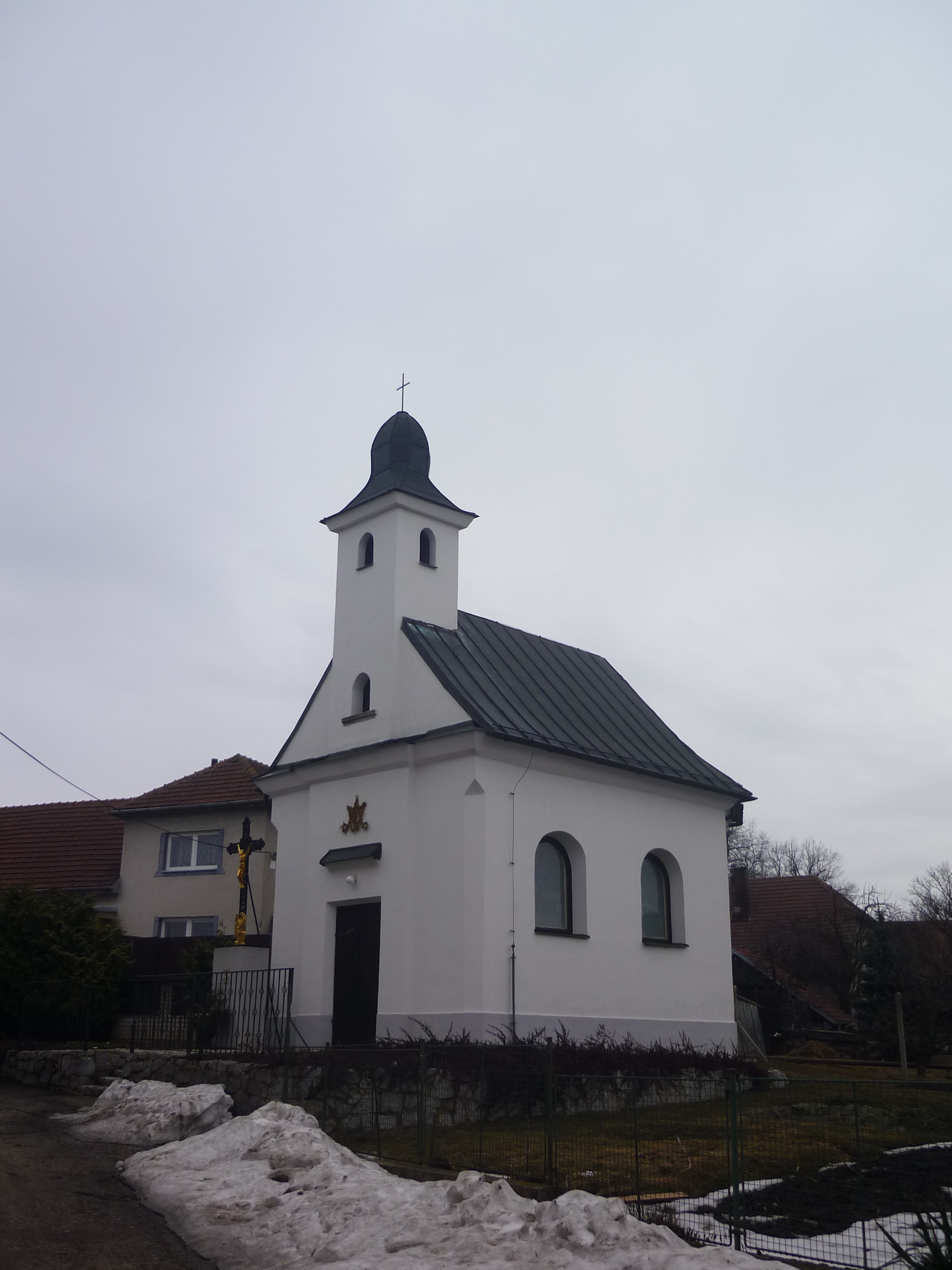
Kaple svaté Anny